# Donley County
Donley County är ett administrativt område i delstaten Texas, USA, med 3 677 invånare (2010). Den administrativa huvudorten (county seat) är Clarendon. 

## Geografi
Enligt United States Census Bureau så har countyt en total area på 2 416 km². 2 409 km² av den arean är land och 8 km² är vatten.

### Angränsande countyn
- Gray County - norr
- Collingsworth County - öster
- Hall County - söder
- Briscoe County - sydväst
- Armstrong County - väster